# Autophila obscurata
Autophila obscurata är en fjärilsart som beskrevs av Otto Staudinger 1901. Autophila obscurata ingår i släktet Autophila och familjen nattflyn. Inga underarter finns listade i Catalogue of Life.